# Pavimento de Ana Frank
El pavimento de Ana Frank se encuentra en la calle de Séneca, en el tramo existente entre la Riera de San Miguel y la Vía Augusta, en la Villa de Gracia de Barcelona, y también se extiende hacia la calle de Minerva. Es uno de los pocos ejemplos de arte público en pavimento existentes en Barcelona, mucho más frecuentes en otras urbes como Lisboa. Consiste en incrustaciones hechas de acero y adoquines, en reconocimiento y honor a los colectivos y víctimas de la represión y persecución del nazismo y el fascismo durante la Segunda Guerra Mundial y el período que la precedió, con especial dedicación a la personalidad de Ana Frank, como complemento a la plaza homónima, situada en no mucha distancia, y un espacio íntimo de recogimiento y reflexión a escasos metros de las principales arterias de tráfico y afluencia de la ciudad: la avenida Diagonal, el paseo de Gràcia, la Vía Augusta y la calle Mayor de Gracia. Uno de los principales motivos de esta opción fue evitar que el lugar terminara convirtiéndose, lamentablemente, en punto de enfrentamiento o disturbios entre detractores y defensores del ideario de extrema-derecha. Aunque los elementos son discretos y pasan bastante desapercibidos, más de una vez han sufrido ataques vandálicos y, consecuentemente, han tenido que ser reparados, conducta repetida, tristemente, en monumentos y espacios dedicados, en todo el mundo, a la figura de Ana Frank.

## Historia

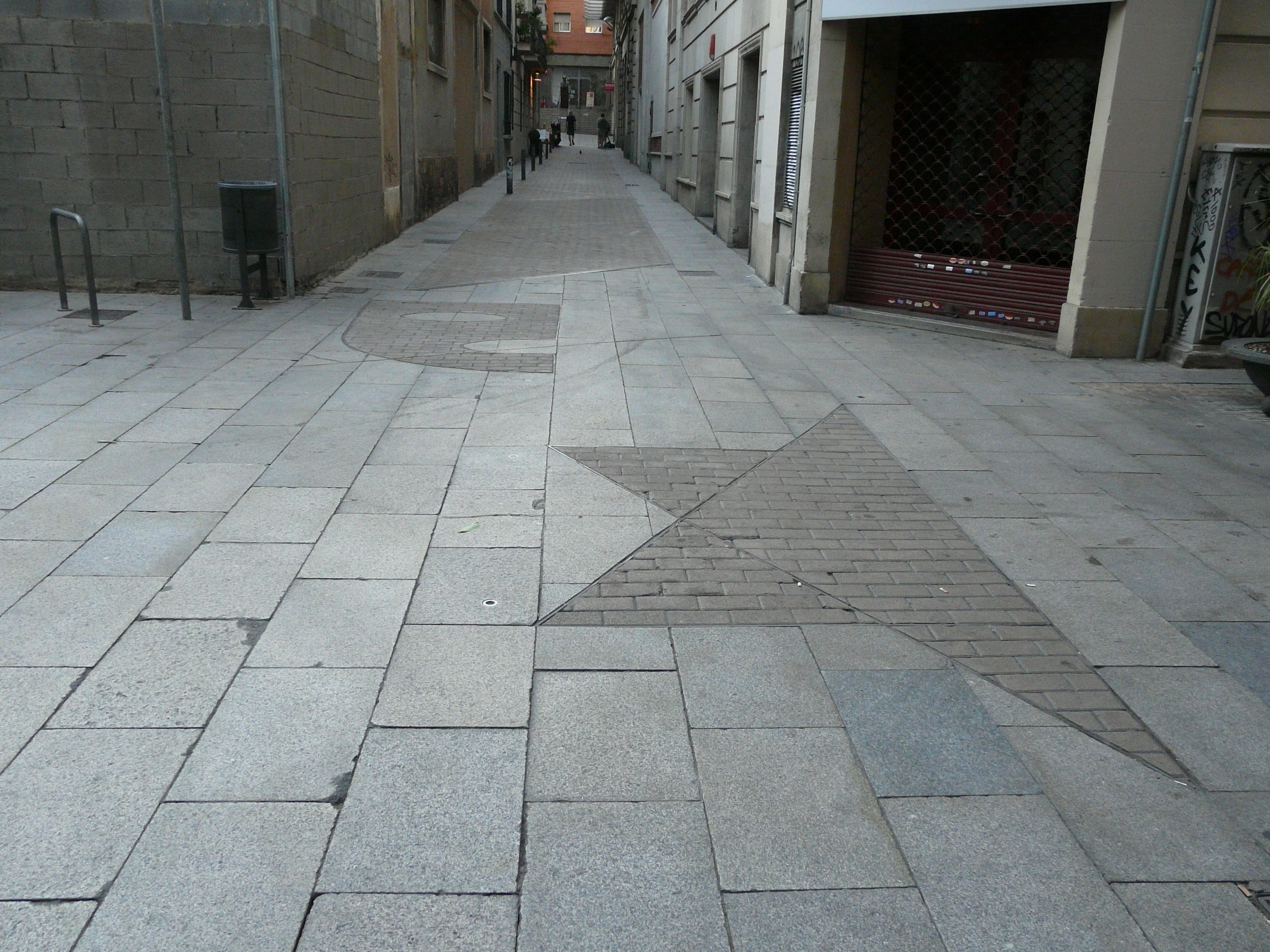
Detalle de la Estrella de David y máscara libertad de expresión

La iniciativa de dedicar un espacio público a la figura de Ana Frank partió de la Plataforma por la calle Ana Frank, creada en mayo del año 1995, señalando para tal propósito el tramo de la calle de Séneca entre la Riera de San Miguel y la Vía Augusta, donde estaba situada la Librería Europa, orientada a publicaciones y ediciones de enaltecimiento  y apología del fascismo, el nazismo, el neofascismo y el franquismo. Así fue trasladado, con la recogida de firmas y la adhesión de 72 entidades, al Ayuntamiento de Barcelona. Por último, el consistorio optó por otro emplazamiento con la creación de la plaza de Ana Frank, entre la travesía de San Antonio y la calle de Jaén.

## Descripción
Pasados varios años, el Ayuntamiento acabó recogiendo el espíritu inicial de la propuesta de la Plataforma por la calle Ana Frank en el momento de reurbanizar la calle de Séneca, haciendo el vial de plataforma única y reservado a peatones, incorporando al pavimento elementos que recordaran a las víctimas del nazismo, empotrando una serie de tiras de acero corten oxidado alargadas en diagonal, una de ella justo delante  de la antigua ubicación de la Librería Europa, con la inscripción:

ANNA FRANK 1920-1945
Carrer de Sèneca, 20
Barcelona

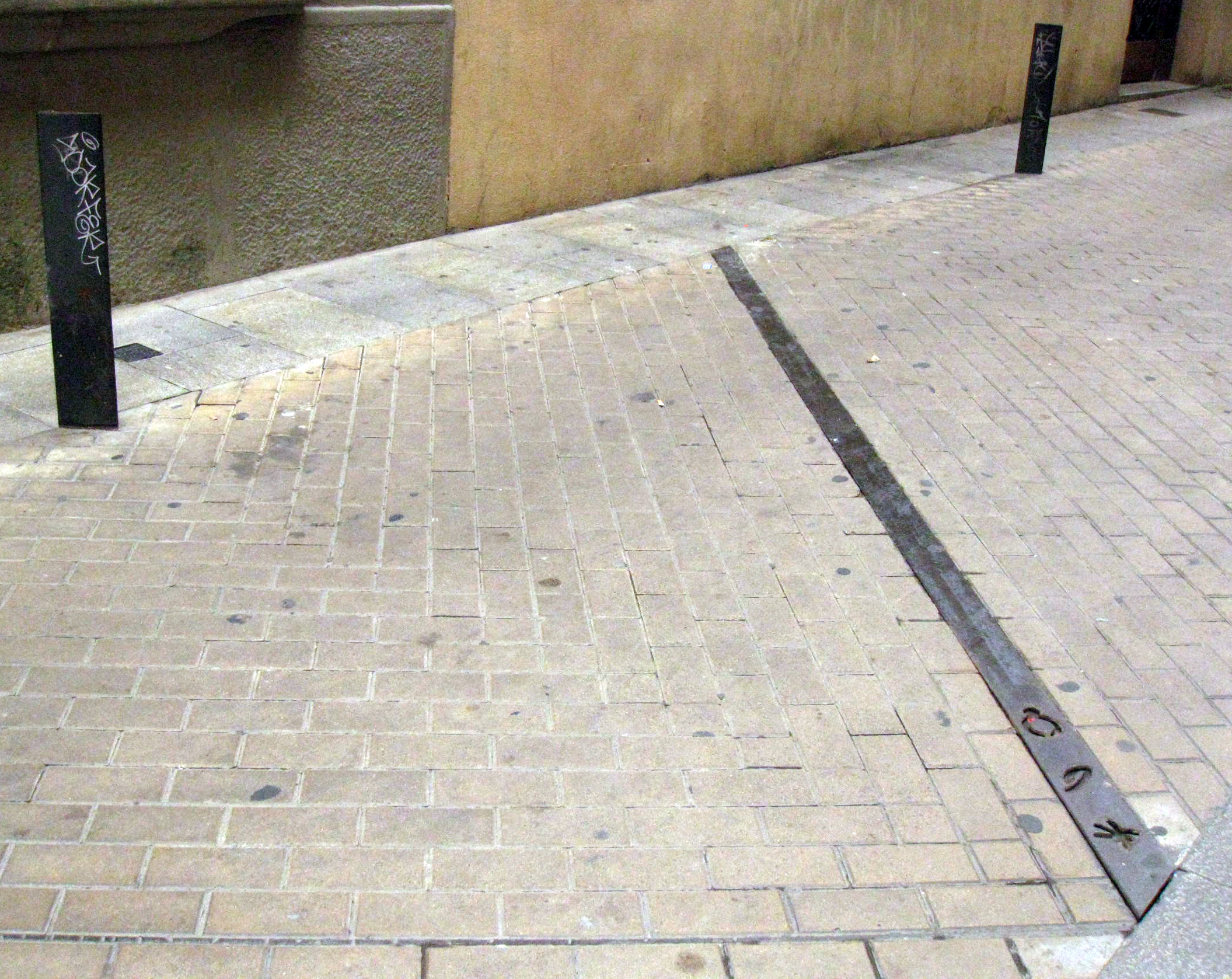
Una de las tiras de acero patinable

El resto de tiras de acero tienen grabados símbolos que representan a colectivos represaliados por el nazismo: el pueblo gitano, rueda de carro; los judíos, estrella de David; los masones, compás y escuadra y el triángulo, usado en los campos de concentración nazis que, según su color, identificaba a los diferentes motivos por los que habían sido tomados. La segunda intervención se concreta mediante la mitad con adoquines de granito, que por su color salmón resaltan sobre el resto, y, la otra mitad, visibles sólo de noche cuando se encienden las luces, que, por cierto, no siempre se encuentran operativas. Es el caso de la libertad de expresión, máscara de teatro griego tachada, o la estrella de David.
Para completar el conjunto, en la calle Minerva, diosa romana de la sabiduría y las artes, hay tiras metálicas de acero que recogen diferentes culturas e idiomas del mundo: el catalán, Ç; lenguas nórdicas, ö; lenguas asiáticas, estilizaciones de letras japonesas; o la filosofía oriental, símbolo del Yin y Yang.